# Derwent (fiume Derbyshire)
Il Derwent è un fiume dell'Inghilterra che scorre nella contea del Derbyshire. Per buona parte del corso superiore attraversa l'area naturalistica del Lake District.
Ha una lunghezza di circa 80 km ed è un affluente del fiume Trent, dove sfocia dopo aver attraversato Derby, il capoluogo della contea.
Il nome significa "valle densamente ricoperta di querce" nella lingua celtica.